# Miss Serbia e Montenegro
Miss Serbia e Montenegro (spesso chiamato semplicemente Miss SCG) è stato un concorso di bellezza nazionale per donne non sposate in Serbia e Montenegro. Durante la guerra in Bosnia e in Croazia nel periodo 1992-1995 non ci fu alcun concorso.
Iniziato nel 1996, il concorso "rinasceva" sulle ceneri del precedente Miss Jugoslavia, da cui prendeva anche la denominazione ufficiale Miss Yu. Il nome Miss Serbia e Montenegro (spesso chiamato semplicemente Miss SCG) fu adottato solo nel 2003, in seguito agli sconvolgimenti politici dell'ex-Jugoslavia. Quando nel 2006 il Montenegro ottenne l'indipendenza Miss Serbia e Montenegro si divise in due differenti concorsi: Miss Montenegro e Miss Serbia.

## Miss Yu
| Anno | Vincitrice              |
| ---- | ----------------------- |
| 1996 | Slavica Krivokuća       |
| 1997 | Tamara Saponjić         |
| 1998 | Jelena Jakovljević      |
| 1999 | Lana Marić              |
| 2000 | Iva Gordana Milivojević |
| 2001 | Tijana Stajšić          |
| 2002 | Ana Šargić              |

## Miss SCG
| Anno | Vincitrice         |
| ---- | ------------------ |
| 2003 | Bojana Vujadinović |
| 2004 | Jelena Pejić       |
| 2005 | Nada Milinić       |
| 2006 | Vedrana Grbović    |